# Joseph-Marion Leandré
Joseph-Marion Leandré (1945. május 9. – ) haiti válogatott labdarúgó.
A szintén válogatott labdarúgó Fritz Leandré testvére.

## Pályafutása

### Klubcsapatban
Az RC Haïtien csapatában játszott. 

### A válogatottban
A haiti válogatott tagjaként részt vett az 1974-es világbajnokságon, ahol pályára lépett az Argentína elleni csoportmérkőzésen.
Tagja volt az 1973-as CONCACAF-bajnokságon győztes csapat keretének is, ahol Honduras, Guatemala, és Mexikó ellen kezdőként kapott szerepet.

## Sikerei, díjai
Haiti
- CONCACAF-bajnokság győztes (1): 1973